# 21433 Стекрамер
21433 Стекрамер (21433 Stekramer) — астероїд головного поясу, відкритий 31 березня 1998 року.
Тіссеранів параметр щодо Юпітера — 3,648.